# Ромм, Михаил Наумович
Михаи́л Нау́мович Ромм (род. 10 декабря 1961, Москва) — русский поэт, литературный критик, книжный график, дизайнер; российский издатель и литературно-общественный деятель, заявивший о себе в конце 1980-х — начале 1990-х годов.

## Деятельность
До 1988 года был одним из организаторов и редактором самиздатовских журналов советского времени «Корабль» и «Морская черепаха», а также руководителем неформального литературного клуба «Корабль», объединившего таких авторов, как Александр Егоров, Александр Карамазов, Ефим Лямпорт, Юлия Немировская, Сергей Сапожников, Олег Тимофеев и др.
После 1988 года — один из трёх создателей организации «Всесоюзный гуманитарный фонд им. А. С. Пушкина» (после распада СССР — «Гуманитарный фонд») и Союза гуманитариев (двумя другими создателями были поэты и общественно-литературный деятели Леонид Жуков и Александр Лаврин).

## Общественное значение
Общественное значение деятельности М. Н. Ромма напрямую связано с организацией «Всесоюзный гуманитарный фонд им. А. С. Пушкина» и газетой «Гуманитарный фонд», главным редактором и учредителем которой он являлся.
Указанные организации объединили литераторов, художников, деятелей других видов искусства, чьё творчество считалось в советское время искусством андеграунда. Веяния времени (горбачёвская «перестройка», а затем и отмена цензуры) требовали новых форм работы. Эти формы работы были воплощены Всесоюзным гуманитарным фондом и прекратили своё существование вместе с завершением «перестройки» после 1994 года.

## Творчество
Будучи общественным деятелем и главным редактором газеты, М.Н. Ромм не стремился широко пропагандировать своё собственное творчество. Однако после 2000 года вышли три книги стихотворений куда вошли стихи разных лет. Книги вызвали живую реакцию. Например, в «Независимой газете» появился материал Ларисы Кононовой, озаглавленный «Михаил Ромм жив! Последнего романтика вытащили из андеграунда», где вкратце напоминается об истории Гуманитарного фонда (см. ссылки).
Критик Мария Галина формулирует эстетическую позицию, приверженцем которой считается М. Н. Ромм, так: «… необходимость возврата поэзии в частную, личную сферу — в том числе и ценой отказа от сложности, литературных аллюзий, вообще „литературщины“. Видимая простота слога, „заземленность“, интимность — в противовес, с одной стороны, авангардистской „зауми“, с другой — пафосному официозу». Сам автор не согласен с этим мнением.
Книга «Четыре птицы» вошла в топ «Независимой газеты» «Пять книг недели».
Произведения автора вошли в антологию «Русские стихи 1950—2000 годов: Антология. В 2 томах» (Москва, Спб, «Летний сад» 2010. Состав. Ахметьев И.; Лукомников Г.; Орлов В.)
«Мир самобытного поэта — нашего современника Михаила Ромма романтичен и прекрасен. И какие бы проблемы не одолевали наше земное бытие, поэтические строки истинного романтика обязательно отогреет сердца людей…» Пишет Сергей Мизеркин на сайте «Пиши Читай»

## Книги
- «Заветное желание» (Москва — Тель-Авив, Э.РА, 2004)
- «Мастер снов» (Москва — Тель-Авив, Э.РА, 2006)
- «Четыре птицы» (Москва, ИП Ракитская (Э.РА), 2013)
- «Последняя среда» (Москва, ИП Ракитская (Э.РА), 2012)
- «Скульптура Сна» (Москва ИП Ракитская (Э.РА), 2017)